# Porównanie protokołów komunikacji natychmiastowej
Poniższa tabela porównuje ogólne i techniczne aspekty protokołów komunikacji natychmiastowej.
Więcej informacji można znaleźć w artykułach poświęconych konkretnym protokołom.

## Informacje ogólne
|                                               | Twórca                                       | Data publikacji pierwszej wersji | Licencja         | Identyfikacja                                                                                | Przekazywanie wiadomości asynchronicznych                             | Szyfrowanie transmisji       | Nieograniczona liczba kontaktów   | Wiadomości do wszystkich kontaktów | Przekazywanie jeden-do-wielu4 | Zabezpieczenie przeciwko spamowi  |
| --------------------------------------------- | -------------------------------------------- | -------------------------------- | ---------------- | -------------------------------------------------------------------------------------------- | --------------------------------------------------------------------- | ---------------------------- | --------------------------------- | ---------------------------------- | ----------------------------- | --------------------------------- |
| Cspace                                        | Cspace                                       | 17 lipca 2006                    | Otwarty standard | Unikatowy klucz RSA np. 9827347235                                                           | Nie                                                                   | Tak                          | Tak                               | Nie                                | Nie                           | Nie                               |
| Gadu-Gadu                                     | Gadu-Gadu                                    | 17 lipca 2000                    | Komercyjna       | Unikatowy numer np. 12345678                                                                 | Tak                                                                   | Tak                          | Tak                               | Nie                                | Scentralizowane               | Tak                               |
| IRC                                           | Jarkko Oikarinen                             | Sierpień 1988                    | Otwarty standard | nick!nazwa użytkownika@nazwa hosta (lub „maska hosta”) np. użytkownik!~usr@host.example.com1 | Tak, ale tylko poprzez system notatek, niezależny od systemu głównego | Czasami, zależnie od serwera | Nie3                              | Nie                                | Uproszczony multicast         | Średnie                           |
| Meca Network                                  | Meca Communications                          | Listopad 2002                    | Komercyjna       | Nazwa użytkownika                                                                            | Tak                                                                   |                              |                                   |                                    |                               |                                   |
| MSNP (Windows Live Messenger itp.)            | Microsoft                                    | Lipiec 1999                      | Komercyjna       | Adres e-mail (.NET Passport)                                                                 | Tak                                                                   | Nie                          | Tylko dla certyfikowanych robotów | Nie                                | Scentralizowane               | Brak                              |
| OSCAR protocol (AIM, ICQ)                     | AOL                                          | 1997                             | Komercyjna       | Nazwa użytkownika lub UIN np. 12345678                                                       | Tak                                                                   | Tak (Aim Pro, Aim Lite)      | Nie                               | Nie                                | Scentralizowane               | Tak                               |
| PSYC (Protocol for SYnchroNieus Conferencing) | PSYC Project                                 | 1995                             | Otwarty standard | PSYC URI, np. psyc://serwer.example.com/~nick                                                | Tak                                                                   | Tak                          | Tak                               | Tak                                | Multicast                     | Tak                               |
| Protokół TOC (nieobsługiwane)                 | AOL                                          | ?                                | Komercyjna       | Nazwa użytkownika lub UIN np. 12345678                                                       | Tak                                                                   | Nie                          |                                   |                                    |                               |                                   |
| Protokół TOC2                                 | AOL                                          | Wrzesień 2005                    | Komercyjna       | Nazwa użytkownika lub UIN np. 12345678                                                       | Tak                                                                   | Nie                          | Nie                               | Nie                                | Scentralizowane               | Nie                               |
| XMPP (Jabber)                                 | Jeremie Miller, ustandaryzowane poprzez IETF | Styczeń 1999                     | Otwarty standard | Jabber ID (JID) np. nick@example.com/dom2                                                    | Tak                                                                   | Tak                          | Opcjonalne3                       | Tak                                | Listy Unicast                 | Kilka ustandaryzowanych rozwiązań |
| SIP/SIMPLE                                    | IETF                                         | Grudzień 2002                    | Otwarty standard | użytkownik@host                                                                              | Tak                                                                   | Tak                          | Tak                               | Tak                                | Nie                           | Medium                            |
| YMSG (Yahoo! Messenger)                       | Yahoo!                                       | ?                                | Komercyjna       | Nazwa użytkownika                                                                            | Tak                                                                   | Nie                          |                                   |                                    |                               |                                   |
| DirectNet                                     |                                              |                                  | Otwarty standard |                                                                                              |                                                                       |                              |                                   |                                    |                               |                                   |
| Zephyr Nietification Service                  |                                              |                                  | Otwarty standard |                                                                                              |                                                                       |                              |                                   |                                    |                               |                                   |
| Gale                                          |                                              |                                  | Komercyjna       |                                                                                              |                                                                       |                              |                                   |                                    |                               |                                   |
| Protokół Skype                                | Skype                                        |                                  | Komercyjna       | Nazwa użytkownika                                                                            | Nie                                                                   | Komercyjna                   |                                   | Nie                                | Nie                           |                                   |
|                                               | Twórca                                       | Data publikacji pierwszej wersji | Licencja         | Identyfikacja                                                                                | Przekazywanie wiadomości asynchronicznych                             | Szyfrowanie transmisji       | Nieograniczona liczba kontaktów   | Wiadomości do wszystkich kontaktów | Komunikacja jeden-do-wielu4   | Zabezpieczenie przeciwko spamowi  |

1: W ~usr@host.example.com, część host.example.com nazywana jest „maską hosta”, i może być adresem komputera, z którego następuje połączenie, lub „przykrywką” przyznaną przez administratora serwera. Bardziej prawdopodobnym przykładem jest ~mojanazwa@mójisp.example.com. Znak tyldy oznacza, że nazwa użytkownika podana przez klienta usługi IRC nie została zweryfikowana przez usługę ident.
2: W nick@example.com/dom, dom to określenie „zasobu”, który rozróżnia połączenia jednego użytkownika, łączącego się z różnych miejsc, potencjalnie jednocześnie.
3: Problem skalowalności: protokół staje się stopniowo coraz mniej wydajny wraz z przybywaniem liczby kontaktów.
4 Niektóre technologie posiadają możliwość dystrybucji danych metodą multicast, co pozwala unikać wąskich gardeł w czasie wysyłania wiadomości dla wielu użytkowników. Efektywna dystrybucja informacji o obecności jest problem skalowalności protokołów XMPP i SP/SIMPE.